# کمان دندانی
کمان دندانی (به انگلیسی: Dental arch)، دو کمان (آرایش هلالی) دندان‌ها، یکی روی هر فک هستند که با هم دندان را تشکیل می‌دهند. در انسان و بسیاری از گونه‌های دیگر، کمان دندانی فوقانی (فک بالا) کمی بزرگ‌تر از کمان تحتانی (فک پایین) است، به طوری که در شرایط عادی، دندان‌های فک بالا (فک بالا) کمی با دندان‌های فک بالا همپوشانی دارند. فک پایین (فک پایین) هم در جلو و هم در پهلو. شیوهٔ نزدیک شدن فک‌ها و در نتیجه کمان‌های دندانی هنگام بسته شدن دهان به یکدیگر که اکلوژن نامیده می‌شود، رابطه اکلوزالی دندان‌های مقابل را مشخص می‌کند و در صورت رشد صورت یا دندان در معرض ناهنجاری دندانی (مانند کراس بایت) قرار می‌گیرد. ناقص بود.
از آنجایی که دندان‌های پیش مرکزی بالایی پهن‌تر از دندان‌های پایینی هستند، دیگر دندان‌ها در کمان بالایی تا حدودی به صورت دیستال قرار گرفته‌اند و در هنگام بسته شدن دهان، این دو مجموعه کاملاً با یکدیگر هماهنگی ندارند: بنابراین دندان نیش بالایی تا حدی روی دندان قرار می‌گیرد. نیش تحتانی و تا حدی روی پرمولر اول پایینی و برجستگی دندان‌های آسیای بزرگ بالا در پشت برجستگی‌های مربوط به دندان‌های آسیای پایین قرار دارد.
نیم‌کمان (hemiarch) نیمه راست یا چپ کمان دندانی است. مربوط به یکی از ۴ چهارک دندانی است.